# 郑炳 (汉军)
郑炳（？—？），汉军镶红旗人，是一名清朝政治人物。
郑炳曾于乾隆八年（1743年）接替张汝纳署任南汇县知县一职，同年由汤延凤接任。乾隆二十五年（1760年）任金山县知县。同年去职。